# Ерас-де-Аюсо
Ерас-де-Аюсо (ісп. Heras de Ayuso) — муніципалітет в Іспанії, у складі автономної спільноти Кастилія-Ла-Манча, у провінції Гвадалахара. Населення — 243 особи (2010).
Муніципалітет розташований на відстані близько 65 км на північний схід від Мадрида, 18 км на північ від Гвадалахари.

## Демографія
Динаміка населення (INE ):